# 레온 6세
레온 6세 또는 현제 레온(그리스어: Λέων ΣΤ' ο Σοφός, 866년 9월 19일 - 912년 5월 11일)은 886년부터 912년까지 동로마 제국의 황제였다. 현명하고 훌륭한 통치로 동로마 제국의 번영기를 이룬 황제로 현제(賢帝), 철학자 황제라는 별칭을 얻었다.

## 생애

### 출생의 배경과 초기의 생애
레온은 866년 9월 19일에 태어났는데 공식적인 아버지는 전임황제인 바실리오스 1세이고 어머니는 에우도키아 잉게리나이다. 그러나 당시 에우도키아는 황제 미하일 3세의 정부였고 미하일은 당시 황궁의 시종장이던 바실리오스를 에우도키아와 결혼시켜 에우도키아를 황궁으로 끌어들였다. 이 때문에 레온은 바실리오스의 아들이 아니라 황제 미하일의 아들이라는 의혹이 있었는데 당시의 기록에는 이미 콘스탄티노폴리스에서 레온이 미하일의 아들이라는 소문은 거의 일반적이었으며 바실리오스가 평생 레오를 미워한 점으로 미루어 아마도 이 의혹은 어느 정도 신빙성을 보인다.
레온은 어릴 때부터 아버지 바실리오스의 미움을 받았다. 바실리오스는 첫 번째 부인 마리아에게서 태어난 아들인 콘스탄티노스만을 총애하고 에우도키아 잉게리나에서 낳은 레온과 스테파노스 등 다른 아들에게는 별로 관심을 보이지 않았다. 그러다가 879년 9월 사랑하는 아들 콘스탄티노스가 돌연사하자 그 미움은 더욱 더 심해졌고 한때 레온은 아버지에 의해 감금되어 눈이 뽑힐 위기에 처하기도 했다. 또한 레온은 조이 자우치나라는 미녀를 사랑했는데 바실리오스는 레온을 못생기고 신앙심 깊은 테오파노라는 여자와 결혼시켰고 레온이 조이와 만나지 못하게 했다.

### 황제의 등극
아버지 바실리오스는 886년 여름 사냥터에서 불의의 사고를 당했는데 8월 29일 끝내 회복하지 못하고 죽었다. 바실리우스의 죽음은 의문투성이였고 그 죽음의 배후에 레온이 있다는 의심이 있지만 밝혀진 것은 없다. 레온은 아버지의 장례식을 간단히 치르고 20살의 나이로 동생 알렉산드로스와 함께 황제에 올랐다.
레온은 포티우스, 키릴루스 등 비잔티움의 대 학자들에게서 교육받았고 어릴 때부터 총명하고 학문적 소양이 뛰어났다. 레온은 제위에 오르자 (공동황제인 동생 알렉산드로스는 정치에 관심이 없는 변변찮은 인물이었다) 먼저 미하일 3세의 유해를 사도 성당에 새로 매장하는 것으로 치세를 시작했다. 또한 자신의 첫사랑이자 정부인 조이 자우치나의 아버지 스틸리아누스 자우체스를 정치 자문으로 삼아 제국의 대내외정책을 총괄 지휘하게 했고 콘스탄티노폴리스 총대주교 포티우스를 해임하고 16살밖에 되지 않은 자신의 동생 스테파노스를 그 자리에 임명하였다.
권력을 정리한 레온은 아버지가 추진하던 로마법 개정사업을 적극적으로 실행하여 《바실리카 법전》을 완성했다. 이 법전은 유스티니아누스 대제이후의 법전을 대신 하는 법전으로 라틴어가 아니라 그리스어로 만들어졌다.

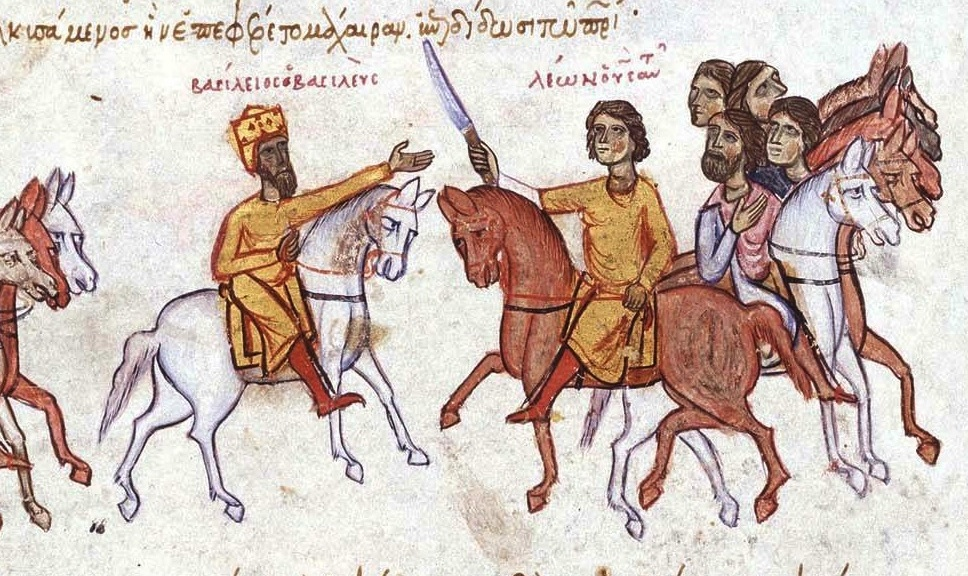
바실리오스 1세와 레온 6세

### 대외 정책
894년 불가르족과 무역 마찰이 전쟁으로 발전하였다. 불가르족의 왕 시메온 1세가 트라키아를 침공하였고 레온은 이에 맞서 마자르족과 동맹을 맺었다. 그러자 불가르족은 또 다른 유목민족인 페체네그인을 매수해 마자르족을 공격하게 했다. 마자르족은 큰 피해를 입고 물러갔으며 이를 틈타 시메온은 896년 총공세를 펴서 제국군을 공격했고 제국군은 밀릴 수밖에 없었다. 이 전쟁에서 결국 동로마 제국은 매년 공물을 바치는 조건으로 불가르족과 협상을 맺었다.
한편 사라센은 제국이 불가르족과 전투를 하는 틈을 타서 남부 이탈리아로 다시 진출했고 902년 시칠리아에 마지막으로 남은 제국의 영토마저 점령했다. 동방에서도 무슬림들이 킬리키아와 아르메니아를 침공했고 904년에는 트리폴리의 레오라는 그리스인 배신자가 사라센 함대를 끌고 마르마라 해를 침공해 들어왔다. 제국군은 겨우 이들을 물리쳤으나 퇴각하는 길에 트리폴리의 레오는 테살로니키를 침공하여 점령하고 약탈하여 잿더미로 만들어 버렸다. 황제는 복수에 나서 해군력을 강화해 908년 에게해에서 아랍 함대를 물리치고 타르수스를 잿더미로 만들어 복수에 성공했으나 안드로니쿠스 두카스라는 육군 장군이 반란을 일으켜 바그다드의 칼리파에게 넘어갔다. 사라센과의 전쟁은 레오의 치세 동안 계속되었다.

### 네 번 결혼한 황제
레온은 첫 번째 아내인 테오파노와 사이가 좋지 않았는데 테오파노는 독실한 신앙으로 둘 사이 딸이 하나 있었으나 어린 나이에 죽고 말았고 그로 인해 더 깊어진 신앙심으로 인해 황제와 황후는 더욱 멀어졌다. 897년 테오파노가 죽자 레온은 사랑하는 조이 자우치나를 콘스탄티노폴리스로 불러와 이듬해 황후로 삼았는데 조이도 딸을 낳았고 899년에 조이 자우치나 역시 병에 걸려 죽고 말았다. 레온은 변변치 못한 동생 알렉산드로스가 불안하여 자신의 제위를 넘길 아들을 원하고 있었다. 황제는 다시 한번 에우도키아 바이아나와 결혼하는데 이 결혼에서 아들을 얻었다. 그러나 출산 직후 에우도키아가 죽고 아들마저 며칠뒤에 죽었다.
그래도 레온은 단념하지 않고 네 번째 결혼을 추진했는데 당시 교회는 네 번의 결혼을 인정하지 않았기 때문에 독실한 성직자들과의 마찰이 일어났다. 레온은 네 번째 아내로 조이를 맞이했지만 교회의 반발로 결혼을 숨기고 905년 아들을 낳았다. 강력히 황제의 사혼에 반대하는 성직자들을 무마하기 위해 레온은 교황 세르지오 3세와 손을 잡고 교황의 허가를 얻었다. 교황의 도움으로 레온은 자신의 네 번째 결혼을 공식화하고 아들 콘스탄티노스에게 포르피로게니투스 (즉, 황실에서 태어난 황태자)의 지위를 주는 데 성공했다.
이무렵 황제는 교회의 힘을 누르고 황제의 권력을 강화했고 자신의 사혼에 반대하던 콘스탄티노폴리스 총대주교 니콜라오스 1세를 축출하고 교회에 대한 우위를 나타낼 수 있었다. 또한 군사적으로도 승리를 많이 거두어 910년 장군 히메리오스는 시리아의 라오디케아 항구를 공격하여 이슬람을 격퇴한 후 돌아왔다. 911년 레온은 크레타를 탈환하기 위하여 히메리오스를 보냈는데 크레타를 점령하는 데 실패했고 레온은 건강이 나빠졌다. 912년 5월 11일 레온은 마지막으로 제국의 해군이 트리폴리의 레온에게 패했다는 소식을 듣고 죽었다.

## 같이 보기
- 동로마 황제